# Waiting for Tonight
Waiting for Tonight ist ein Lied von Jennifer Lopez aus dem Jahr 1999, das von Maria Christensen, Michael Garvin und Phil Temple geschrieben wurde. Im Original stammt das Lied von 3rd Party aus dem Jahr 1997.

## Geschichte
Nachdem die Songwriter Maria Christensen, Michael Garvin und Phil Temple im Jahr 1997 das Lied für 3rd Party geschrieben und eine Demo aufgenommen hatten, übergaben sie zwei Jahre später an zwei der Produzenten Cory Rooney und Ric Wake. Diese präsentierten es Jennifer Lopez. Lopez lehnte das Lied in der Demoversion zunächst ab und sagte: „Ich möchte das Lied nie wieder hören, es ist schrecklich und so kitschig!“ Dagegen glaubte Rooney an das Potenzial. Rooney sagte: „Ich habe Ric angefleht und gesagt: Hören sie, wir müssen die Platte veröffentlichen! Wir müssen an diesem Lied arbeiten und ihn wirklich veröffentlichen!“ Wake teilte Rooney mit, dass es zu teuer wäre, den Song zu überarbeiten. Daraufhin zahlte Rooney 50.000 US-Dollar und sagte: „So sehr glaube ich daran, dass die Platte ein Hit für sie wird.“ Als Lopez die neue überarbeitete Demoversion hörte, war sie begeistert und wollte das Lied sofort aufnehmen. Die Erstveröffentlichung von Lopez Version erfolgte als Teil ihres Debütalbums On the 6 am 1. Juni 1999. Als Single erschien das Lied erstmals am 11. Oktober 1999. Im selben Jahr erschien auch eine spanischsprachige Version namens Una noche más.
Richie Jones produzierte das Stück zusammen mit Ric Wake und beide arrangierten diesen. Jones, der mit Young Dave Scheuer für die Programmierung zuständig war. Christensen, Jane Barrett und Margaret Dorn sangen im Hintergrund. Eric Kupper und Diego spielten die Keyboards. Jones spielte zudem Schlagzeug und Percussion. Der Song wurde in verschiedenen Studios in New York aufgenommen: Unter anderem in den Cove City Sound Studios, The Dream Factory, Hit Factory und Sony Music Studios. Diego Sanchez mischte das Lied in den Cove City Sound Studios und in den Crescent Moon Studios.
Waiting for Tonight ist ein 4:06 Minuten langer Dance-Pop-Titel. Laut dem auf Musicnotes.com veröffentlichten digitalen Notenblatt ist das Lied in der Tonart b-Moll geschrieben. Es folgte die Akkordfolge B♭m–A♭6–Fm7–G♭maj7. Die Instrumentierung von Waiting for Tonight besteht aus Klavier und Gitarre. Das Lied hat ein Tempo von 125 Schläge pro Minute. Sofia Vyas von Time Out beschrieb das Lied als eine Kombination aus Disco, Popmusik der 1980er, Contemporary R&B der 1990er und Elektronische Tanzmusik. Waiting for Tonight hat einen sinnlichen Text, in dem Lopez im Lyrischen Ich ihr Sexualleben mit einer Filmszene vergleicht.

## Musikvideo

### Produktion
Das Musikvideo zu Waiting for Tonight wurde in Los Angeles gedreht, ein Teil davon im Los Angeles County Arboretum and Botanic Garden. Lopez drehte das Video in den Drehpausen des Filmes The Cell. Das Musikvideo wurde unter der Regie von Francis Lawrence gedreht, dessen Arbeit Lopez bewundert hatte. Obwohl das Video ein Silvester-Thema hat, dass die damalige Jahrtausendwende widerspiegelt, haben die Texte selbst nichts mit einer Silvesterparty zu tun. In dem Lied geht es darum, dass Lopez verliebt ist und es kaum erwarten kann, mit ihrem Freund Zeit zu verbringen; also „wartet sie auf heute Abend“. Als er jedoch über das Konzept des Videos sprach, sagte Lopez: „Ich wollte, dass es Spaß macht und eine bestimmte Art von Energie innehat und er (Francis Lawrence) kam mit der Handlung des Clips zurück, die eine Jahrtausendparty im Dschungel beinhaltet. So wie er es beschrieb, klang es perfekt! Das wollte ich wirklich machen, also haben wir es einfach gemacht.“ Beim Casting für das Musikvideo legte Lopez bei den Bewerbern auf Authentizität wert. Als Choreografin beauftragte sie Tina Landon, die sie auch bei den Musikvideos von Janet Jackson betreut hatte. Landon trat im Video auch als Statistin auf. Eine zweite Version des Musikvideos wurde für den Hex-Hector-Remix des Liedes veröffentlicht und später in ihrer EP The Reel Me (2003) aufgenommen. Die Entstehung des Musikvideos wurde von MTV in Making the Video dokumentiert und ausgestrahlt. Cheryl Lu-Lien Tan von The Baltimore Sun gab an, dass sie die „todesmutigen Tanzstunts“ enthüllte, die Lopez in Stöckelschuhen und einem Minirock unternahm, um auf einer 6 Fuß hohen Plexiglasplattform aufwendige Beinarbeit zu leisten, während Kameras sie von allen Seiten filmten.

### Handlung
Das Musikvideo beginnt mit einem Sonnenuntergang. Lopez und ihre Freundinnen im Video bereiten sich auf eine Silvesterparty vor. In Zwischenszenen tanzt Jennifer Lopez in einem Dschungel, wobei hinter ihr grüne Laserstrahlen aufblitzen. Später sieht man Lopez auch mit Glitzer auf ihrer Haut bedeckt. Ihre Freunde im Video fahren später mit einem Kanu über einen Fluss zu einem Rave, der im Regenwald stattfindet. Gegen Ende der Bridge des Liedes stoppt die Musik kurz, als die Partygänger zu einer großen Uhr hochstarren und bis zum Jahr 2000 herunterzählen. Es gibt einen sechssekündigen Stromausfall (ein Hinweis auf das Jahr-2000-Problem). Der Strom kehrt zurück und alle feiern das neue Jahr. Dies ist zwischengeschnitten mit Szenen in der Lopez mit der Menge tanzt und im schwarzen Bikini in einem hawaiianischen Fluss herumtollt. Die Videoversion für die Hex-Hector-Version ist erweitert um mehr neue Szenen und enthüllt einen Stroboskopeffekt im Clip.

### Rezeption
Das Musikvideo war zur damaligen Zeit sehr populär, durch die starke Rotation auf MTV etablierte sich Lopez als „Tanzprinzessin“. Laut Nielsen Broadcast Data Systems war es in der Woche auf den 28. November 1999 der meistgespielte Clip auf VH1. Justin Myers von der Official Charts Company bezeichnete das Video als „erschreckende Erinnerung an die Angst vor dem Jahr-2000-Problem – Jen sieht ziemlich besorgt aus, wenn es bei ihrer sehr futuristisch anmutenden Neujahrsfeier Mitternacht wird, nicht wahr?“ Der Autor Domenic Pettman bemerkte, dass das Musikvideo eine „euphorische Freude auf das neue Jahrtausend einfing“. Fuse TV stufte den Clip 2011 auf Platz 30 der Top 100 Sexiest Music Videos of All Time.
Die Ästhetik von Waiting for Tonight ist unverwechselbar, insbesondere die grünen Laser im Hintergrund und der Glitzer, der auf Lopez Haut glänzt. Lopez sagte 2014 zum Video: „Grüne Laser waren zeitgemäß und so passend für den Song. Ich glaube, das war das erste Mal, dass jemand sie virtuos angewendet hat.“ In einem von Cision 2014 veröffentlichten Bericht wurde festgestellt, dass die ganze Konstellation des Videos Jennifer Lopez zum internationalen Erfolg katapultiert hatte. Maitri Mehta vom Bustle-Magazin schrieb, dass sie „von einer Vision einer bronzenen Jennifer Lopez, die durch die grünen Laser im Video betont wurde“, fasziniert war. American-Idol-Teilnehmer Adam Lambert offenbarte: „Ich erinnerte mich, wie ich als Jugendlicher die High School abschloss und das Lied Waiting for Tonight herauskam. [...] Der Glitzer auf ihrem Gesicht strahlte, sie sah taufrisch, atemberaubend und erstaunlich aus.“ Diane Cho von VH1 stellte fest, dass von Waiting for Tonight auch Britney Spears im Video zu Toxic mit Glitzer auf der Haut strahlte.
Monica Herrera von Billboard erklärte, dass zu Adam Lamberts If I Had You von Jennifer Lopez Waiting for Tonight inspiriert ist, allerdings durch stärkeren Abweichungen modifiziert ist. Nicole James von MTV verglich das Musikvideo zu Rihannas Where Have You Been mit dem von Waiting for Tonight. Tiffany Lee von Yahoo! zog Parallelen zwischen Waiting for Tonight und Slow Down von Selena Gomez in den Musikvideos und den Liedern an sich.
Das Musikvideo erhielt mehrere Nominierungen und drei Siege. Bei den MTV Video Music Awards 2000 wurde Waiting for Tonight in den Kategorien Best Choreography und Best Dance Video nominiert und gewann in letzter Kategorie. Es gewann auch bei den International Dance Music Awards und den Billboard Music Video Awards.

## Rezeption

### Chartplatzierungen
| ChartsChartplatzierungen       | Höchstplatzierung | Wochen |
| ------------------------------ | ----------------- | ------ |
| Deutschland (GfK)              | 15 (11 Wo.)       | 11     |
| Österreich (Ö3)                | 24 (10 Wo.)       | 10     |
| Schweiz (IFPI)                 | 14 (24 Wo.)       | 24     |
| Vereinigte Staaten (Billboard) | 8 (20 Wo.)        | 20     |
| Vereinigtes Königreich (OCC)   | 5 (17 Wo.)        | 17     |

| ChartsJahrescharts (1999)    | Platzierung |
| ---------------------------- | ----------- |
| Vereinigtes Königreich (OCC) | 97          |

| ChartsJahrescharts (2000)      | Platzierung |
| ------------------------------ | ----------- |
| Vereinigte Staaten (Billboard) | 99          |

### Auszeichnungen für Musikverkäufe
| Land/Region                  | Auszeichnungen für Musikverkäufe (Land/Region, Auszeichnung, Verkäufe) | Verkäufe  |
| ---------------------------- | ---------------------------------------------------------------------- | --------- |
| Australien (ARIA)            | 2× Platin                                                              | 140.000   |
| Belgien (BRMA)               | Gold                                                                   | 25.000    |
| Frankreich (SNEP)            | Silber                                                                 | 125.000   |
| Neuseeland (RMNZ)            | Gold                                                                   | 5.000     |
| Vereinigte Staaten (RIAA)    | Platin                                                                 | 1.000.000 |
| Vereinigtes Königreich (BPI) | Gold                                                                   | 400.000   |
| Insgesamt                    | 1× Silber · 3× Gold · 3× Platin ·                                      | 1.695.000 |

Hauptartikel: Jennifer Lopez/Auszeichnungen für Musikverkäufe

## Coverversionen
- 2000: Tetsuya Komuro
- 2006: Alex Gaudino